# 1847 na ciência

## Eventos
- Hermann Kolbe obtém o ácido acético de uma fonte completamente inorgânica, promovendo assim a refutação do vitalismo.[1]

## Nascimentos
| Data            | Nome                  | Profissão                                                   | Nacionalidade                         | Observações                     | Ref   |
| --------------- | --------------------- | ----------------------------------------------------------- | ------------------------------------- | ------------------------------- | ----- |
| 11 de fevereiro | Thomas Edison         | inventor                                                    | Estados Unidos                        | m. 1931 Medalha John Fritz 1908 | [ 2 ] |
| 3 de março      | Alexander Graham Bell | cientista, inventor e fundador da companhia telefónica Bell | Reino Unido da Grã-Bretanha e Irlanda | m. 1922 Medalha John Fritz 1907 | [ 2 ] |

## Mortes
| Data       | Nome        | Profissão       | Nacionalidade         | Observações | Ref |
| ---------- | ----------- | --------------- | --------------------- | ----------- | --- |
| 9 de março | Mary Anning | paleontologista | Reino da Grã-Bretanha | n. 1799     |     |

## Prémios
Medalha Copley
- John Herschel[3]